# Nordmazedonische Fußballnationalmannschaft/Europameisterschaften
Der Artikel beinhaltet eine Darstellung der nordmazedonischen Fußballnationalmannschaft bei Europameisterschaften und den Qualifikationen dazu.

## Teilnahmen an Fußball-Europameisterschaften
Mazedonien – in offiziellen Spielberichten als EJR Mazedonien – nahm nach dem Zerfall Jugoslawiens erstmals an der Qualifikation zur EM 1996 teil und konnte sich erstmals 2020 als Nordmazedonien für eine Endrunde qualifizieren.
| Jahr | Gastgeberland           | Teilnahme bis …    | Letzte(r) Gegner                 | Ergebnis | Trainer         | Bemerkungen und Besonderheiten |
| ---- | ----------------------- | ------------------ | -------------------------------- | -------- | --------------- | --- |
| 1996 | England                 | nicht qualifiziert |                                  |          |                 | In der Qualifikation an Spanien, Titelverteidiger Dänemark und Belgien gescheitert, von denen sich nur Spanien und Dänemark qualifizieren konnten.                                                                             |
| 2000 | Niederlande und Belgien | nicht qualifiziert |                                  |          |                 | In der Qualifikation an der Bundesrepublik Jugoslawien, Irland und Kroatien gescheitert, von denen sich aber nur Jugoslawien qualifizieren konnte                                                                              |
| 2004 | Portugal                | nicht qualifiziert |                                  |          |                 | In der Qualifikation an England, der Türkei und der Slowakei gescheitert, von denen sich nur England qualifizieren konnte. |
| 2008 | Österreich und Schweiz  | nicht qualifiziert |                                  |          |                 | In der Qualifikation an Kroatien, Russland, England und Israel gescheitert, von denen sich nur Kroatien und Russland qualifizieren konnten.                                                                                    |
| 2012 | Polen und Ukraine       | nicht qualifiziert |                                  |          |                 | In der Qualifikation an Russland, Irland, Armenien und der Slowakei gescheitert, von denen sich nur Russland und Irland qualifizieren konnten.                                                                                 |
| 2016 | Frankreich              | nicht qualifiziert |                                  |          |                 | In der Qualifikation wurde Mazedonien Gruppenletzter hinter Spanien, der Slowakei, der Ukraine, die Belarus und Luxemburg. Qualifizieren konnten sich Spanien, die Slowakei und die Ukraine.                                   |
| 2021 | Europa                  | Vorrunde           | Österreich, Ukraine, Niederlande | –        | Igor Angelovski | In den Play-offs gegen das Kosovo und Georgien durchgesetzt. Nach zwei Niederlagen bei der Endrunde, hatte die Mannschaft keine Chance mehr, sich für das Achtelfinale zu qualifizieren und verlor dann auch das letzte Spiel. |
| 2024 | Deutschland             | nicht qualifiziert |                                  |          |                 | In der Qualifikation hinter England, Italien und der Ukraine als Vierter ausgeschieden. |

.

## Endrunden mit vier und acht Teilnehmern

### EM 1960–1992
Mazedonien war Teil von Jugoslawien. Jugoslawien konnte sich für fünf der neun EM-Endrundenturniere qualifizieren. Mit Blagoja Vidinić und Dragoslav Šekularac nahmen 1960 zwei im Gebiet des heutigen Nordmazedonien geborene Spieler für die jugoslawische Mannschaft an der Endrunde teil und wurden in einem bzw. beiden Spielen eingesetzt. Danach kamen keine weiteren dort geborenen Spieler bei EM-Endrunden in der jugoslawischen Mannschaft zum Einsatz. Von der Teilnahme 1992 wurde Jugoslawien der Jugoslawienkriege nachträglich ausgeschlossen. Jugoslawien wurde zweimal Vizemeister und einmal Dritter.

## Endrunden mit 16 Teilnehmern

### EM 1996
Mazedonien trat erstmals zur Qualifikation für die EM 1996 an und musste unter dem Trainer Andon Dončevski dazu in einer Gruppe mit Spanien, Titelverteidiger Dänemark, Belgien, Zypern und Armenien spielen. Mazedonien startete mit einem Heim-Remis gegen den Titelverteidiger, für die Mazedonier ihr erstes Pflichtspiel. Erster Pflichtspieltorschütze war Mitko Stojkovski. Nach einer Heimniederlage gegen Spanien folgte ein 1:1 in Belgien und anschließend der erste Pflichtspielsieg, ein 3:0 gegen Zypern. Dies blieb aber der einzige Sieg in dieser Qualifikation. Mit zwei weiteren Remis konnte aber noch der vierte Platz erreicht werden. Mit dem Ende der Qualifikation endete die Amtszeit von Dončevski.

### EM 2000
Vier Jahre später waren dann die Bundesrepublik Jugoslawien, Irland, Kroatien und Malta die Gruppengegner. Die Mazedonier wurden nun von Gjoko Hadžievski trainiert, der das Amt im März 1996 übernommen hatte. Ihnen gelangen aber nur zwei Siege gegen Malta und nach einer 0:1-Niederlage in Irland im fünften Qualifikationsspiel übernahm Dragi Kanatlarovski das Traineramt. Er konnte das Blatt zwar nicht mehr wenden, aber mit einem Heim-Remis gegen Irland im letzten Spiel waren sie letztlich mit dafür verantwortlich, dass sich der nördliche Nachbar qualifizieren konnte.

### EM 2004
Für die EM 2004 musste sich Mazedonien gegen England, die Türkei, die Slowakei und Liechtenstein qualifizieren. Mazedonien wurde nun von Nikola Ilievski trainiert, aber unter ihm gelang nur ein Sieg gegen Liechtenstein. Nach dem sechsten Spiel übernahm erneut Dragi Kanatlarovski den Trainerposten, der aber auch nur noch einen Punkt holen konnte, die Mannschaft dann aber auch noch in die Qualifikation für die WM 2006 führte.

### EM 2008
Auch vier Jahre später scheiterte Mazedonien wieder in der Qualifikation, diesmal wurde in einer Gruppe mit Kroatien, Russland, England, Israel, Estland und Andorra nur der fünfte Platz belegt. Immerhin brachten sie Gruppensieger Kroatien die einzige Niederlage bei. Das Traineramt hatte nun der Slowene Srečko Katanec inne.

### EM 2012
Die Qualifikation für die EM 2012 führte Mazedonien in eine Gruppe mit Russland, Irland, Armenien, der Slowakei und Andorra, gegen das die einzigen Siege gelangen. Trainiert wurden sie nun von Mirsad Jonuz, der am Ende der Qualifikation aber auch nicht mehr auf der Trainerbank saß. Für die letzten vier Qualifikationsspiele übernahm der Waliser John Toshack den Posten. Unter ihm holten sie aber auch nur einen Punkt.

## Endrunden mit 24 Teilnehmern

### EM 2016
An der EM nahmen erstmals 24 Mannschaften teil. Für die Auslosung der Qualifikationsgruppen, die am 23. Februar 2014 erfolgte, war Mazedonien nur in Topf 5 gesetzt. Die Mazedonier wurde in die Gruppe C mit Titelverteidiger Spanien, der Slowakei, der Ukraine, Belarus und Luxemburg gelost. Im März 2014 hatte Đurovski Boško den Trainerposten übernommen, aber nach nur einem Sieg gegen Luxemburg bei vier Niederlagen gegen die anderen Gegner, wurde er von Ljubinko Drulović abgelöst, unter dem aber auch nur ein Punkt im letzten Spiel gewonnen wurde. Als Tabellenletzte beendeten die Mazedonier die Qualifikation, womit die kurze Amtszeit von Drulović endete.

### EM 2021

Aufstellungen im ersten EM-Spiel der Nordmazedonier

Für die erste paneuropäische EM-Endrunde, die wegen der COVID-19-Pandemie um ein Jahr verschoben wurde, hatte sich Mazedonien mit der Toše-Proeski-Arena um die Ausrichtung von Spielen beworben, wurde aber nicht berücksichtigt. In der Qualifikation, an der auch die Ausrichter von Endrundenspielen teilnehmen mussten, hatten es die nun als Nordmazedonien antretende Mannschaft mit Polen, Österreich, Slowenien, Lettland und Israel zu tun. Im November 2015 hatte Igor Angelovski das Amt des Nationaltrainers übernommen und unter ihm wurde im Herbst 2018 in der neuen UEFA Nations League 2018/19 die Gruppe 4 in der D-Liga gewonnen, so dass sie auch bei einem Scheitern in der Qualifikation noch einen zweiten Weg zur Endrunde offen hatten. Zwar konnten sie in der Qualifikation diesmal vier Spiele gewinnen, es reichte aber nur zum dritten Platz, so dass die direkte Qualifikation nicht gelang. Als Nations League Gruppensieger konnten sie aber in den Play-offs zunächst daheim mit 2:1 gegen das Kosovo gewinnen und sich am 12. November 2020 durch einen 1:0-Sieg in Georgien erstmals für die EM-Endrunde qualifizieren. Bei dieser trafen sie im Juni 2021 auf die Niederlande, die Ukraine und Österreich. Mit drei Niederlagen schied Nordmazedonien aus und nach dem dritten Gruppenspiel beendete Rekordnationalspieler und -torschütze Goran Pandev seine Länderspielkarriere.

### EM 2024
In der Qualifikation für die zweite EM in Deutschland traf Nordmazedonien auf die beiden Finalisten der letzten EM, England und Italien, die Ukraine und Malta. Nordmazedonien blieb zwar in den Heimspielen gegen die beiden Finalisten ungeschlagen, konnte aber nur die Spiele gegen Malta gewinnen. Das reichte nur zum vierten Platz. Und da die Mannschaft in der UEFA Nations League 2022/23 auch nur den dritten Platz belegte, war auch der Weg über die Play-offs versperrt.

## Spiele
| Alle EM-Spiele |               |          |             |              |                 |
| Nr.            | Datum         | Ergebnis | Gegner      | Anlass       | Austragungsort  |
| 1              | 13. Juni 2021 | 1:3      | Österreich  | Gruppenspiel | Bukarest (ROU)  |
| 2              | 17. Juni 2021 | 1:2      | Ukraine     | Gruppenspiel | Bukarest (ROU)  |
| 3              | 21. Juni 2021 | 0:3      | Niederlande | Gruppenspiel | Amsterdam (NLD) |